# 庶民院院内総務
庶民院院内総務（しょみんいんいんないそうむ、英語: Leader of the House of Commons）は、イギリスの内閣の役職の一つ。 下院院内総務（かいんいんないそうむ）とも。

## 概要
内閣と庶民院の間に入り、政府の提出した法案の扱いなどについて、議会で調整を行う役職である。首相不在時に、副首相も不在である際は、庶民院院内総務がPrime Minister's Questions（首相答弁）に応じる。実際、2008年12月17日、ゴードン・ブラウン首相の不在時に首相答弁を行ったのは、ハリエット・ハーマン院内総務であった。
過去においては、首相職と兼任されることが多く、しだいに実質的な職務は、副総務が担当するようになった。2003年からは王璽尚書との兼任が多く、近年では枢密院議長との兼任が慣例となっている。

## 庶民院院内総務一覧
1 ロバート・ウォルポール 1721-1742

2 サミュエル・サンズ 1742-1743

3 ヘンリー・ペラム 1743-1754

4 トマス・ロビンソン 1754-1755

5 ヘンリー・フォックス 1755-1756

6 ウィリアム・ピット（大ピット） 1756-1757

‐ 空席 1757年4月 - 6月

- ウィリアム・ピット（大ピット） 1757-1761

7 ジョージ・グレンヴィル 1761-1762

8 ヘンリー・フォックス 1762-1763

9 ジョージ・グレンヴィル 1763-1765

10 ヘンリー・シーモア・コンウェイ 1765-1768

11 ノース卿フレデリック・ノース 1768-1782

12 チャールズ・ジェームズ・フォックス 1782年3月27日 - 7月

13 トマス・タウンゼンド 1782-1783

14 チャールズ・ジェームズ・フォックスとノース卿フレデリック・ノース 1783年4月2日 - 12月19日

- ウィリアム・ピット (小ピット) 1783-1801

15 ヘンリー・アディントン 1801-1804

- ウィリアム・ピット (小ピット) 1804-1806

16 チャールズ・ジェームズ・フォックス 1806年2月 - 9月13日

17 ホウイック子爵チャールズ・グレイ 1806-1807

18 スペンサー・パーシヴァル 1807-1812

19 カスルリー子爵ロバート・ステュアート 1812-1822

20 ジョージ・カニング 1822-1827

21 ウィリアム・ハスキソン 1827-1828

22 ロバート・ピール 1828-1830

23 オールトラップ子爵ジョン・チャールズ・スペンサー 1830-1834

24 サー・ロバート・ピール准男爵 1834-1835

25 ジョン・ラッセル卿 1835-1841

26 サー・ロバート・ピール准男爵 1841-1846

27 ジョン・ラッセル卿 1846-1852

28 ベンジャミン・ディズレーリ 1852年2月27日 - 12月17日

29 ジョン・ラッセル卿 1852-1855

30 第3代パーマストン子爵ヘンリー・ジョン・テンプル 1855-1858

31 ベンジャミン・ディズレーリ 1858-1859

32 第3代パーマストン子爵ヘンリー・ジョン・テンプル 1859-1865

33 ウィリアム・グラッドストン 1865-1866

34 ベンジャミン・ディズレーリ 1866-1868

35 ウィリアム・グラッドストン 1868-1874

36 ベンジャミン・ディズレーリ 1874-1876

37 サー・スタッフォード・ノースコート准男爵 1876-1880

38 ウィリアム・グラッドストン 1880-1885

39 サー・マイケル・ヒックス・ビーチ准男爵 1885-1886

40 ウィリアム・グラッドストン 1886年2月1日 - 7月2日

41 ランドルフ・チャーチル卿 1886-1887

42 ウィリアム・ヘンリー・スミス 1887-1891

43 アーサー・バルフォア 1891-1892

44 ウィリアム・グラッドストン 1892-1894

45 サー・ウィリアム・ヴァーノン・ハーコート 1894-1895

46 アーサー・バルフォア 1895-1905

47 サー・ヘンリー・キャンベル＝バナマン 1905-1908

48 ハーバート・ヘンリー・アスキス 1908-1916

49 アンドルー・ボナー・ロー 1916-1921

50 オースティン・チェンバレン 1921-1922

51 アンドルー・ボナー・ロー 1922-1923

52 スタンリー・ボールドウィン 1923-1924

53 ラムゼイ・マクドナルド 1924年1月22日 - 11月3日 副総務：ジョン・ロバート・クラインス

54 スタンリー・ボールドウィン 1924-1929 副総務：オースティン・チェンバレン

55 ラムゼイ・マクドナルド 1929-1935

56 スタンリー・ボールドウィン 1935-1937 副総務：ジョン・サイモン

57 ネヴィル・チェンバレン 1937-1940

58 ウィンストン・チャーチル 1940-1942 副総務：クレメント・アトリー

59 スタッフォード・クリップス 1942年2月19日 - 1942年11月22日

60 アンソニー・イーデン 1942 - 1945

61 ハーバート・モリソン 1945 - 1951

62 ジェイムズ・チューター・イード 1951年3月9日 - 10月26日

63 ハリー・クルックシャンク 1951 - 1955

64 ラブ・バトラー 1955 - 1961

65 イアン・マクロード 1961 - 1963

66 セルウィン・ロイド 1963 - 1964

67 ハーバート・ボーデン 1964 - 1966

68 リチャード・クロスマン 1966 - 1968

69 フレッド・パート 1968 - 1970

70 ウィリアム・ホワイトロー 1970 - 1972

71 ロバート・カー 1972年4月7日 - 1972年11月5日

72 ジェイムズ・プライアー 1972 - 1974

73 エドワード・ショート 1974 - 1976

74 マイケル・フット 1976 - 1979

75 ノーマン・シンジョン＝スティーヴァス 1979 - 1981

76 フランシス・ピム 1981 - 1982

77 ジョン・ビフェン 1982 - 1987

78 ジョン・ウェイカム 1987 - 1989

79 ジェフリー・ハウ 1989 - 1990

80 ジョン・マクレガー 1990 - 1992

81 トニー・ニュートン 1992 - 1997

82 アン・テイラー 1997 - 1998

83 マーガレット・ベケット 1998 - 2001

84 ロビン・クック 2001 - 2003（辞任）

85 ジョン・リード 2003年4月4日 - 6月13日

86 ピーター・ヘイン 2003 - 2005

87 ジェフ・フーン 2005 - 2006

88 ジャック・ストロー 2006年5月6日 - 2007年6月27日

89 ハリエット・ハーマン 2007年6月28日 - 2010年5月11日

90 サー・ジョージ・ヤング準男爵 2010年5月11日 - 2012年9月4日

91 アンドルー・ランズリー 2012年9月4日 - 2014年7月14日

92 ウィリアム・ヘイグ 2014年7月14日 - 2015年5月8日

93 クリス・グレイリング 2015年5月9日 - 2016年7月14日

94 デイヴィッド・リディントン 2016年7月14日 - 2017年6月11日

95 アンドレア・レッドサム 2017年6月11日 - 2019年5月22日

96 メル・ストライド 2019年5月23日 - 2019年7月23日

97 ジェイコブ・リース＝モグ 2019年7月24日 - 2022年2月8日

98 マーク・スペンサー 2022年2月8日 - 2022年9月6日

99 ペニー・モーダント 2022年9月6日 - 2024年7月5日

100 ルーシー・パウエル 2024年7月5日 - 現在